# Cantonul Fontenay-sous-Bois-Ouest
Cantonul Fontenay-sous-Bois-Ouest este un canton din arondismentul Nogent-sur-Marne, departamentul Val-de-Marne, regiunea Île-de-France, Franța.

## Comune
| Comune                              | Populație (1999) | Cod poștal | Cod INSEE |
| ----------------------------------- | ---------------- | ---------- | --------- |
| Fontenay-sous-Bois, commune entière | 50 921           | 94 120     | 94 033    |